# Norma de reacción

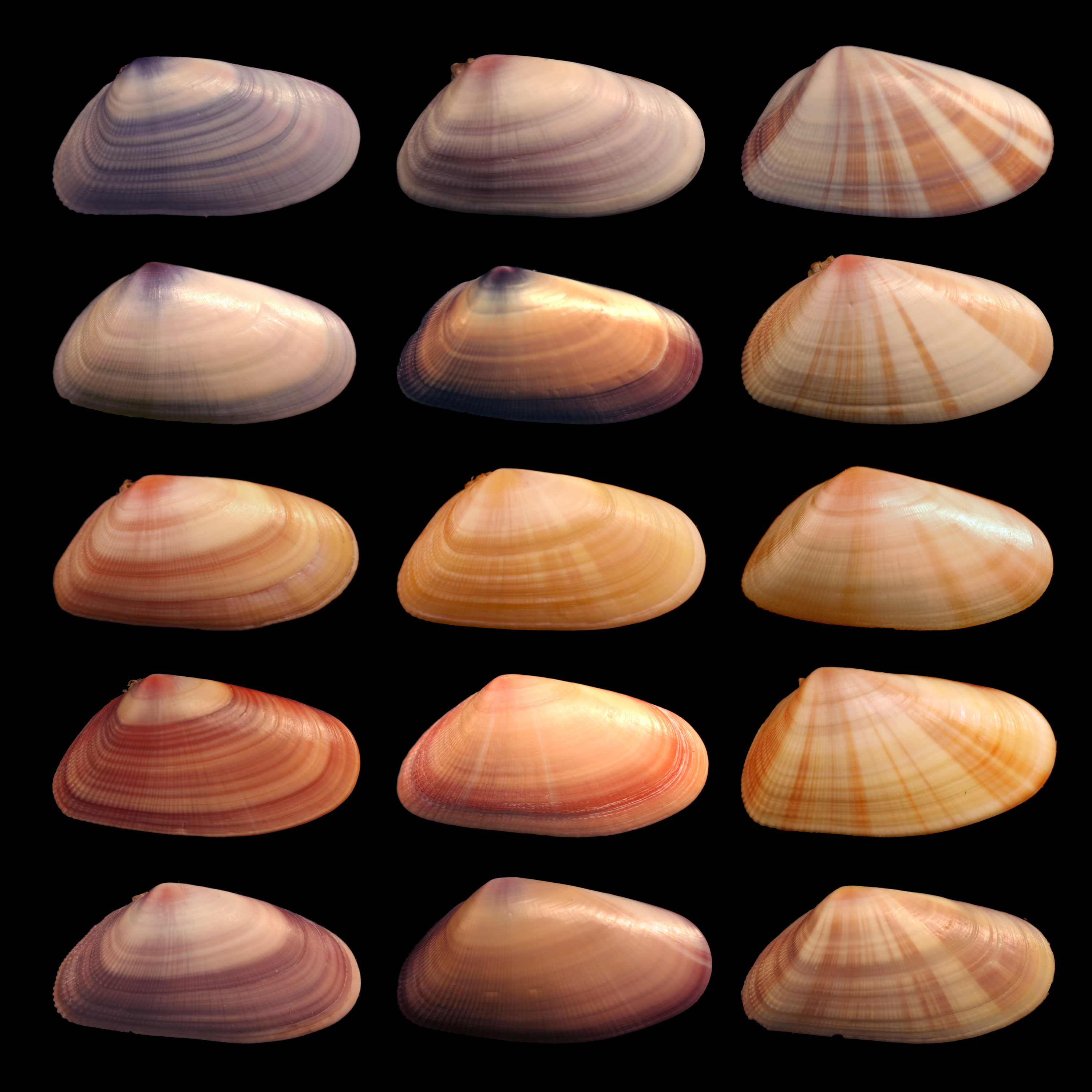
Diversas conchas de coquina. Los individuos de la especie de molusco Donax variabilis muestran diversas coloraciones y patrones en sus fenotipos.

En ecología y genética, una norma de reacción, describe el patrón de expresión fenotípica de un genotipo único en una variedad de entornos. Un uso de las normas de reacción consiste en describir cómo las diferentes especies, especialmente las especies relacionadas, responden a entornos variables. Pero los diferentes genotipos dentro de una sola especie también pueden mostrar diferentes normas de reacción en relación con un rasgo fenotípico particular y una variable de entorno. Para cada genotipo, rasgo fenotípico y variable ambiental, puede existir una norma de reacción diferente; en otras palabras, puede existir una enorme complejidad en las interrelaciones entre los factores genéticos y ambientales en la determinación de los rasgos. El concepto fue introducido por Richard Woltereck.

## Un ejemplo monoclonal
Analizar científicamente las normas de reacción en poblaciones naturales puede ser muy difícil, simplemente porque las poblaciones naturales de organismos de reproducción sexual generalmente no tienen distinciones genéticas claramente separadas o identificables superficialmente. Sin embargo, los cultivos de semillas producidos artificialmente a menudo están diseñados para contener genes específicos, y en algunos casos las reservas de semillas consisten en clones. En consecuencia, distintas líneas de semillas presentan ejemplos ideales de normas de reacción diferenciadas. De hecho, las compañías agrícolas comercializan semillas para su uso en entornos particulares basados exactamente en esto. 
Suponga que la línea de semillas A contiene un alelo a, y una línea de semillas B de la misma especie de cultivo contiene un alelo b, para el mismo gen. Con estos grupos genéticos controlados, podríamos cultivar cada variedad (genotipo) en una variedad de entornos. Este rango puede ser variaciones naturales o controladas en el entorno. Por ejemplo, una planta individual puede recibir más o menos agua durante su ciclo de crecimiento, o la temperatura promedio a la que están expuestas las plantas puede variar en un rango. 
Una simplificación de la norma de reacción podría indicar que la línea de semillas A es buena para "condiciones de irrigación alta", mientras que una línea de semillas B es buena para "condiciones de irrigación baja". Pero toda la complejidad de la norma de reacción es una función, para cada genotipo, que relaciona el factor ambiental con el rasgo fenotípico. Al controlar o medir entornos reales a través de los cuales se cultivan semillas monoclonales, se pueden observar concretamente las normas de reacción. Las distribuciones normales, por ejemplo, son comunes. Por supuesto, las distribuciones no necesitan ser curvas de campana. 

## Norma de reacción de una población endogámica
Una ventaja de las plantas es que el mismo genotipo, como una línea endogámica recombinante (RIL), puede evaluarse repetidamente en múltiples entornos, o en un ensayo multiambiental (MET). La norma de reacción se puede explorar en función de la ubicación geográfica, el valor medio del rasgo resumido de toda la población en cada entorno o un índice explícito libre de rendimiento que capture las entradas relevantes del entorno.

## Malentendidos interacciones genéticas/ambientales
Los ambientes no científicos con frecuencia malinterpretan o simplemente no reconocen la existencia de normas de reacción. Una concepción generalizada es que cada genotipo proporciona un cierto rango de posibles expresiones fenotípicas. En la concepción popular, algo que es "más genético" ofrece un rango más estrecho, mientras que algo que es "menos genético (más ambiental)" ofrece un rango más amplio de posibilidades fenotípicas. Este marco conceptual limitado es especialmente frecuente en las discusiones sobre los rasgos humanos como el coeficiente intelectual, la orientación sexual, el altruismo o la esquizofrenia (ver Naturaleza versus crianza). 
Concepción popular de la interacción genotipo / fenotipo
```
                             Rasgo de escala
<--6----------5----------4----------3----------2----------1----------0-->
    ^ (Genotipo A) ^                                 ^ (Genotipo B) ^
    |              |                                 |              |
 Extremo <-----> Extremo                         Extremo <-----> Extremo                             
```

El problema con esta imagen simplificada común no es que no represente una posible norma de reacción. En cambio, al reducir la imagen de dos dimensiones a una sola, se enfoca solo en expresiones fenotípicas discretas y no superpuestas, y oculta el patrón más común de mínimos y máximos locales en la expresión fenotípica, con rangos superpuestos de expresión fenotípica entre genotipos. 